# صندوق الأمير كلاوس
صندوق الأمير كلاوس (بالهولندية: Prins Claus Fonds) هو منظمة هولندية مقرها أمستردام، أنشئت في 6 سبتمبر 1996 احتفالًا ببلوغ الأمير كلاوس السبعين من عمره. يهدف الصندوق إلى تنمية المعرفة الثقافية وتشجيع التفاعل الإيجابي بين الحضارة والتنمية.

## شعار الصندوق
| صندوق الأمير كلاوس | الثقافة حاجةٌ أساسية. | صندوق الأمير كلاوس |

## رؤساء شرف الصندوق
كان الأمير كلاوس رئيسًا شرفيًا للصندوق حتى وفاته. أما الآن فالرئيس الشرفي للصندوق هو ابنه الأصغر الأمير قسطنطين.

## أعمال الصندوق وجوائزه
يتولى الصندوق منح جوائز دولية سنوية باسم "جوائز الأمير كلاوس"، تُمنح لأشخاص ومنظمات من أفريقيا وآسيا وأمريكا اللاتينية والكاريبي، كما يدعم الصندوق بعض المشاريع في أمريكا الجنوبية وأفريقيا وآسيا، ويتلقى الصندوق دعمًا ماليًا من وزارة الخارجية الهولندية.

## وصلات خارجية
- الموقع الرسمي للصندوق (بالهولندية) (بالإنجليزية) (بالفرنسية) (بالإسبانية)